# Засела
Засела (алб. Zasellë; до 1975 — Засеља) је насеље у општини Косовска Митровица, Косово и Метохија, Република Србија.

## Положај села
Јужно од Реке је село Засела. У међама села су: Враљош (брдо), Секулина ливада, Кабој, Крављи брод (газ), Фератова башча, Српске њиве.

## Историја
После сеобе Срба (1739) у село продиру Арбанаси из скадарске Малесије. Настанише се у селу са проређеним српским становништвом. Живели су неко време у заједници, притискивали Србе, који су се одселили. Трагови заједничког живота сачували су се у топографским називима: Секулине ливаде, Српске њиве, Арашкавић.

## Становништво
Године 1921. Село има 44 домаћинстава са 230 чланова. 1948. 69 домаћинстава са 540 чланова.
| Демографија | Демографија | Демографија |
| Година      | Становника  | Становника  |
| ----------- | ----------- | ----------- |
| 1948.       | 540         |             |
| 1953.       | 580         |             |
| 1961.       | 601         |             |
| 1971.       | 700         |             |
| 1981.       | 594         |             |
| 1991.       | 714         |             |